# Krzysztof Jerzy Filipiak
Krzysztof J. Filipiak (ur. 28 lutego 1972 w Poznaniu) – polski lekarz, nauczyciel akademicki, profesor nauk medycznych, specjalista w zakresie kardiologii, interny, hipertensjologii i farmakologii klinicznej, dyrektor-rektor Centrum Medycznego Kształcenia Podyplomowego od 2025 roku, rektor Uczelni Medycznej im. Marii Skłodowskiej-Curie w Warszawie w latach 2021 – 2025, były prodziekan i  prorektor Warszawskiego Uniwersytetu Medycznego, były organizator i pierwszy Przewodniczący Rady Dyscypliny Nauk Medycznych Warszawskiego Uniwersytetu Medycznego w latach 2019 – 2020, były prezes Polskiego Towarzystwa Nadciśnienia Tętniczego, prezes Polskiego Towarzystwa Postępów Medycyny – Medycyna XXI, członek władz Polskiego Towarzystwa Kardiologicznego poprzednich kadencji, doctor honoris causa International European University w Kijowie. Wielokrotny laureat czołowych miejsc rankingowych w rankingu „Pulsu Medycyny” – 100 najbardziej wpływowych osób w polskiej medycynie.

## Praca zawodowa, naukowa, wykształcenie

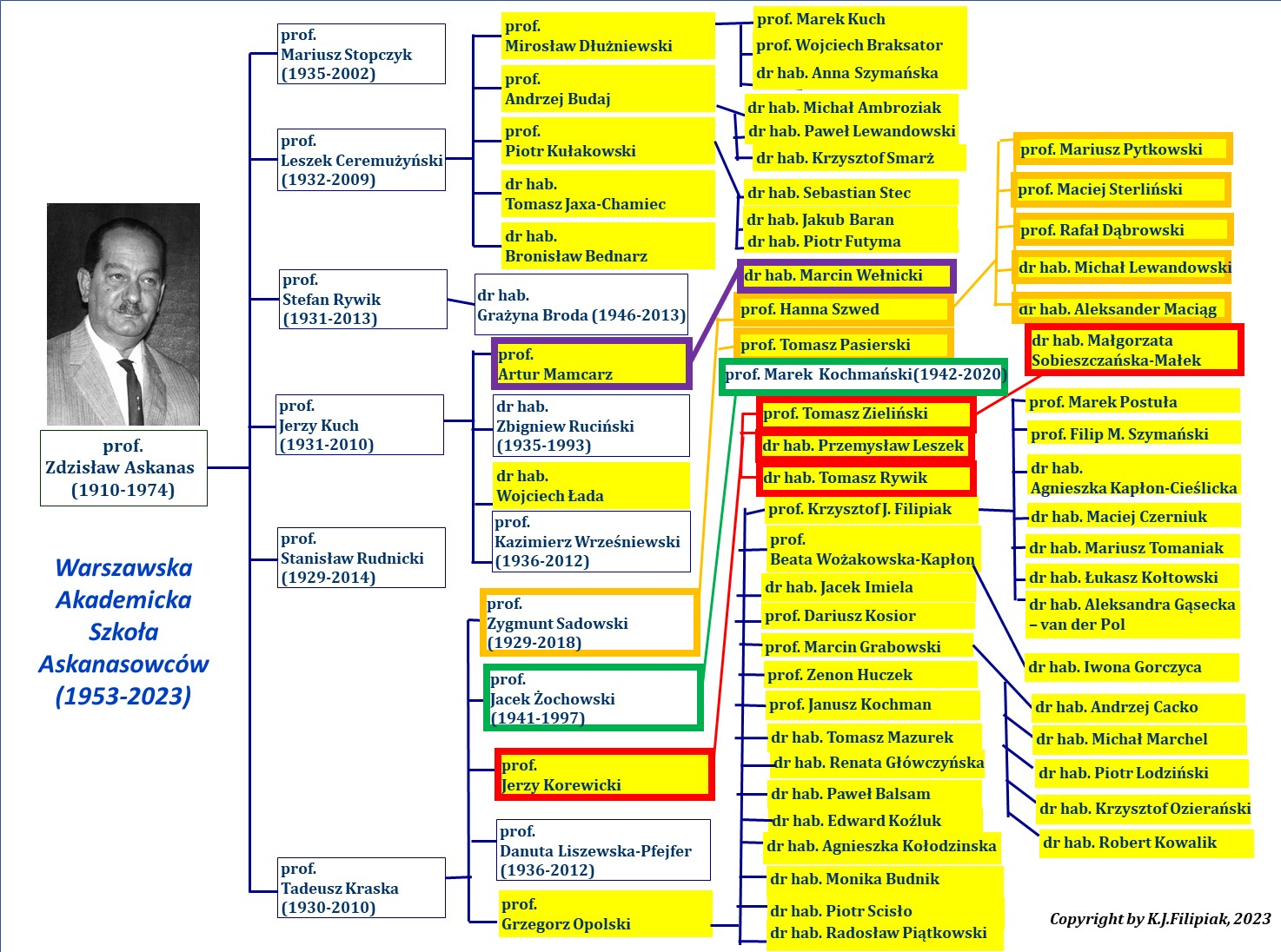
„Drzewo genealogiczne” przedstawiające Warszawską Akademicką Szkołę Kardiologii, wywodzącą się od Ojca polskiej kardiologii – prof. Mściwoja Semerau-Siemianowskiego i jego ucznia prof. Zdzisława Askanasa (opiekunowie habilitacji) – koncepcja graficzna i opracowanie – Krzysztof J. Filipiak

### Rozwój naukowy
Absolwent II Liceum Ogólnokształcącego im. Stefana Batorego w Warszawie (matura 1991). W okresie nauki w liceum był finalistą Olimpiady Polonistycznej. Studia medyczne na I Wydziale Lekarskim Akademii Medycznej w Warszawie ukończył w 1997, zdobywając wyróżnienie za wybitne osiągnięcia w pracy naukowej w okresie studiów – Złota Odznaka Studenckiego Towarzystwa Naukowego.
Stopień doktora nauk medycznych uzyskał z wyróżnieniem w 2000 w Akademii Medycznej w Warszawie na podstawie napisanej pod kierunkiem prof. Bożeny Tachalskiej-Kryńskiej rozprawy pt. Ocena wybranych parametrów odczynu zapalnego i alergicznego w terapii ostrej niewydolności wieńcowej u osób poniżej 60. roku życia.
W 2005 w tej samej uczelni uzyskał stopień doktora habilitowanego na podstawie pracy pt. Stratyfikacja ryzyka w ostrych zespołach wieńcowych w warunkach polskiego wieloprofilowego szpitala klinicznego – prospektywna obserwacja śmiertelności krótko i długoterminowej.
Od 2008 zatrudniony na stanowisko profesora nadzwyczajnego w I Katedrze i Klinice Kardiologii WUM, tytuł naukowy profesora otrzymał 2009. W chwili mianowania był najmłodszym polskim profesorem kardiologii i jednym z najmłodszych profesorów nauk medycznych w Polsce. Od 2017 roku profesor zwyczajny tej uczelni w I Katedrze i Klinice Kardiologii. W 2021 roku zakończył po 24 latach pracę w WUM, wypowiadając stosunek pracy po zmianach kadrowych, jakie wówczas się dokonały.
Odbył staże naukowe i praktyki kliniczne w ośrodkach uniwersyteckich Amsterdamu, Utrechtu, Rio de Janeiro, Mediolanu, Neapolu, Sofii i Genewy, posiada tytuł visiting professor uniwersytetu w Niszu, w Serbii. Przebywał w 2022 roku jako visiting professor w Uniwersytecie Divine Word w Madang (Papua-Nowa Gwinea) oraz w 2024 jako visiting professor w Uniwersytecie św. Jerzego na Grenadzie (Saint Geroge’s University, Grenada, West Indies).

### Specjalizacje lekarskie
- choroby wewnętrzne (2004, z wynikiem celującym)
- kardiologia (2007)
- hipertensjologia (2007)
- farmakologia kliniczna (2013, nagroda Ministra Zdrowia za najlepiej zdany egzamin w tej sesji)[1][4].

### Warszawski Uniwersytet Medyczny (WUM) oraz Uczelnia Medyczna im. Marii Skłodowskiej-Curie (UM MSC) – praca zawodowa w latach 1997-2025
Przedstawiciel Warszawskiej Akademickiej Szkoły Kardiologicznej wywodzącej się od prof. Mściwoja Semerau-Siemianowskiego (1885–1953) i jego ucznia prof. Zdzisława Askanasa (1910–1974). Genealogię samodzielnych pracowników naukowych tej Szkoły przedstawiono na rycinie. Nauczyciel akademicki Warszawskiego Uniwersytetu Medycznego (WUM), w latach 1997-98 lekarz stażysta, a od 1998 do 2021 lekarz w I Katedrze i Klinice Kardiologii Centralnego Szpitala Klinicznego WUM, ul. Banacha w Warszawie. W latach 1997–2013 wykładowca w Katedrze i Zakładzie Farmakologii Doświadczalnej i Klinicznej Akademii Medycznej w Warszawie.
W latach 2006–2016 członek Komisji Bioetycznej WUM. W latach 2005–2012 Przewodniczący Rady Pedagogicznej V. roku studiów lekarskich I Wydziału Lekarskiego, w latach 2008–2016 Członek Senackiej Komisji Nauki WUM. Senator WUM kadencji 2016-2020 oraz 2020-2021.
W latach 2012–2016 Prodziekan ds. Nauki I Wydziału Lekarskiego Warszawskiego Uniwersytetu Medycznego.
W latach 2016–2019 prorektor ds. umiędzynarodowienia, promocji i rozwoju Warszawskiego Uniwersytetu Medycznego. W latach 2019–2020 – pierwszy przewodniczący i organizator Rady Dyscypliny Nauk Medycznych w WUM.
Równolegle profesor – wykładowca kierunku lekarskiego w Uczelni Łazarskiego w Warszawie w roku akademickim 2020-21. Profesor i rektor Uczelni Medycznej im. Marii Skłodowskiej-Curie w Warszawie w latach 2021-25, dyrektor Instytutu Nauk Klinicznych UM MSC w latach 2021-2024. Przewodniczący Senatu Uczelni w latach 2021-25, koordynator przedmiotów: interna, farmakologia oraz farmakologia kliniczna.

### Centrum Medycznego Kształcenia Podyplomowego(CMKP) w Warszawie
Pierwszy dyrektor-rektor CMKP wybrany w drodze konkursowej, po wprowadzeniu nowej ustawy o CMKP, mianowany przez Ministra Zdrowia z datą rozpoczęcia urzędowania: 25.08.2025. Jedenasty w historii Dyrektor-rektor CMKP (poprzednicy – prof. prof. Edward Rużyłło, Bohdan Lewartowski, Jan Doroszewski, Ryszard Brzozowski, Jan Kuś, Walerian Staszkiewicz, Jadwiga Słowińska-Srzednicka, Joanna Jędrzejczak, Ryszard Gellert, Piotr Kryst).

### Dorobek w zakresie opieki naukowej i klinicznej
Promotor 24 doktoratów, w tym 14 z wyróżnieniem, opiekun 7 habilitacji (5 osób uzyskały już tytuły własne profesorskie), opiekun 11 specjalizacji z kardiologii i 7 z chorób wewnętrznych; recenzent 68 prac doktorskich, 30 habilitacji, 18 wniosków profesorskich.
Dorobek w zakresie promotorstwa doktorantów:
1. dr n. med. Andrzej Folga (2009), doktorat z wyróżnieniem
2. dr n. med. Wojciech Paluch (2009)
3. dr n. med. Marta E. Starczewska (2009), doktorat z wyróżnieniem
4. dr n. med. Renata Główczyńska (2010), doktorat z wyróżnieniem
5. dr n. med. Filip M. Szymański (2010), doktorat z wyróżnieniem
6. dr n. med. Ewa Siewaszewicz (2011)
7. dr n. med. Agnieszka Serafin (2011)
8. dr n. med. Anna Budaj-Fidecka (2011), doktorat z wyróżnieniem
9. dr n. med. Paweł Balsam (2011)
10. dr n. med. Janusz Bednarski (2012), doktorat z wyróżnieniem
11. dr n. med. Agnieszka Kapłon-Cieślicka (2012), doktorat z wyróżnieniem
12. dr n. med. Marek Rosiak (2012), doktorat z wyróżnieniem
13. dr n. med. Bartosz Puchalski (2013)
14. dr n. med. Marcin Michalak (2013)
15. dr n. med. Wojciech Szychta (2013)
16. dr n. med. Łukasz Kołtowski (2014), doktorat z wyróżnieniem
17. dr n. med. Michał Pstrągowski (2018)
18. dr n. med. Mariusz Tomaniak (2018), doktorat z wyróżnieniem
19. dr n. med. Anna Płatek (2018), doktorat z wyróżnieniem
20. dr n. med. Anna Praska-Ogińska (2020)
21. dr n. med. Aleksandra Gąsecka-van der Pol (2020), doktorat z wyróżnieniem
22. dr n. med. Agata Tymińska (2020), doktorat z wyróżnieniem
23. dr n. med. Jolanta Epstein (2022), doktorat z wyróżnieniem.
24. mgr inż. stud. med. Mateusz Pocięgiel (2025) – przed obroną

## Działalność w towarzystwach, radach naukowych, samorządzie zawodowym, Polskiej Akademii Nauk

### Polskie Towarzystwo Kardiologiczne
W latach 2007–2009 Przewodniczący Klubu 30 – Klubu Młodych Kardiologów PTK. W 2010 został współzałożycielem i pierwszym Prezesem Sekcji Farmakoterapii Sercowo-Naczyniowej PTK.
Były członek Zarządu Głównego (2007–2011) i Skarbnik (2009–2011) Polskiego Towarzystwa Kardiologicznego, wielokadencyjny członek Komitetu Naukowego Kongresów PTK. Od 2023 roku Przewodniczący Komisji Historycznej PTK.
W latach 2012–2018 redaktor naczelny oficjalnego pisma Polskiego Towarzystwa Kardiologicznego – Kardiologii Polskiej (pismo z listy filadelfijskiej). Od 2018 Executive Editor w piśmie Cardiology Journal (pismo z listy filadelfijskiej). Członek rady redakcyjnej „Folia Cardiologica” – pisma sekcji Polskiego Towarzystwa Kardiologicznego. W przeszłości – sekretarz redakcji „Polskiego Przeglądu Kardiologicznego” oraz „Kardiologii po Dyplomie”.

### Europejskie Towarzystwo Kardiologiczne
Od 2009 posiada tytuł FESC – Fellow of ESC, przyznawany kardiologom, którzy wykazali się wybitnymi dokonaniami klinicznymi, badawczymi, organizacyjnymi lub edukacyjnymi na terenie Europy.
Jest członkiem Grupy Roboczej Farmakoterapii Sercowo-Naczyniowej oraz Grupy Roboczej Ostrej Opieki Kardiologicznej ESC.

### Polskie Towarzystwo Nadciśnienia Tętniczego
Członek Zarządu Głównego od 2010, w latach 2012–2014 Wiceprezes Polskiego Towarzystwa Nadciśnienia Tętniczego, Prezes-Elekt w latach 2016–2018, Prezes w latach 2018–2020, Past-Prezes w latach 2020–2022. Współautor polskich wytycznych diagnostyki i terapii nadciśnienia tętniczego w 2019 i 2024 roku.

### Polskie Towarzystwo Postępów Medycyny – Medycyna XXI
Członek założyciel, pierwszy Prezes Zarządu Głównego od 2021 roku. Współorganizator – przewodniczący komitetów naukowych kongresów PTPM-Medycyna XXI w 2023, 2024 i 2025 roku.

### ISCP – Światowe Towarzystwo Farmakoterapii Sercowo-Naczyniowej
Od 2016 pełni funkcję Gubernatora International Society of Cardiovascular Pharmacotherapy w Polsce , a od 2025 roku zasiada jako pierwszy Polak w historii w ścisłym zarządzie tej organizacji (ISCP Board of Directors). 

### Krajowy nadzór specjalistyczny
W latach 2002–2014 sekretarz Krajowego Zespołu Nadzoru Specjalistycznego w dziedzinie kardiologii przy konsultancie krajowym w dziedzinie kardiologii. Członek państwowych komisji egzaminacyjnych lekarskie egzaminu specjalistycznego w dziedzinie: chorób wewnętrznych, kardiologii i hipertensjologii.

### Rady naukowe instytutów oraz instytucji naukowych
Od 2016 jest również Wiceprzewodniczącym Rady Naukowej Narodowego Instytutu Geriatrii, Reumatologii i Rehabilitacji w Warszawie. Od 2023 roku jest członkiem Rady Naukowej Instytutu Biochemii i Biofizyki Polskiej Akademii Nauk w Warszawie. W 2025 roku wybrany został na Przewodniczącego Rady Naukowej Głównej Biblioteki Lekarskiej w Warszawie.

### Polska Akademia Nauk(PAN)
W powszechnych wyborach polskich, samodzielnych pracowników naukowych wybrany w skład dwóch komitetów naukowych PAN na kadencję 2024-28: Komitetu Nauk Klinicznych oraz Komitetu Nauk Fizjologicznych i Farmakologicznych PAN.

### Działalność w samorządzie zawodowym
Od 2022 roku Przewodniczący Zespołu ds. Polityki Lekowej i Farmakoterapii Naczelnej Rady Lekarskiej. Zespół złożony jest z przedstawicieli polskich profesorów i doktorów hab. medycyny posiadających specjalizację z farmakologii klinicznej, z Warszawy, Łodzi, Katowic i Bydgoszczy.

## Publikacje, monografie, nagrody naukowe
Autor lub współautor ponad 700 publikacji z zakresu medycyny, z tego ponad 500 indeksowanych w bazie PubMed Medline; wg Google Scholar (stan na 17 czerwca 2025): 13786 cytowania, Hirsch index = 55; i-10 index = 324. Wg bazy SCOPUS, liczba cytowań 12354, indeks Hirscha 43 (czerwiec 2025)
Autor i współautor ponad 100 rozdziałów w podręcznikach naukowych; współredaktor podręczników i książek medycznych m.in.:
- Leki hamujące układ renina-angiotensyna-aldosteron, Opolski G., Filipiak K.J., red. 2000[36];
- Statyny – zarys farmakologii klinicznej, Filipiak K.J., Opolski G., red. 2001[37];
- Ostre Zespoły Wieńcowe, Opolski G., Filipiak K.J., Poloński L., red. 2002[38];
- Leki przeciwpłytkowe w ostrych zespołach wieńcowych, Dudek D., Filipiak K.J., Stępińska J., red. 2006[39];
- Hipertensjoonkologia. Nadciśnienie tętnicze w chorobie nowotworowej, Filipiak K.J., Szymański F.M., Szmit S., red. 2018;
- Koronawirus SARS-CoV-2 – zagrożenie dla współczesnego świata, Dzieciątkowski T., Filipiak K.J., red. 2020[40].
- Kawa – monografia medyczna. Filipiak K.J., Narkiewicz K., Surma S., red. 2024[41]

### Nagrody i wyróżnienia
- Laureat Jagiellonian Medical Research Centre Young Researcher Award - przewodniczący kapituły – prof. Ryszard J. Gryglewski, 2001
- Laureat Nagrody Naukowej Polskiego Towarzystwa Kardiologicznego 2003, 2006
- Laureat Nagrody Naukowej Ministra Zdrowia 2003
- Wielokrotny laureat Nagród Naukowych, Dydaktycznych i Organizacyjnych JM Rektora Akademii Medycznej w Warszawie oraz Warszawskiego Uniwersytetu Medycznego w latach 1999–2020[4]
- Członek korespondent V Wydziału Nauk Medycznych Towarzystwa Naukowego Warszawskiego, 2013[42]
- Nagroda Cycerona – National Speaker Award – Stowarzyszenia Profesjonalnych Mówczyń i Mówców 2022[43]
- Doctor honoris causa International European University w Kijowie, 2023 (nagroda odebrana w ostrzeliwanym Kijowie, w dowód współpracy z uczelnią i opiekę nad studentami ukraińskimi kierunku lekarskiego w okresie agresji rosyjskiej)[8].
- Laureat Medalu Polskiego Towarzystwa Kardiologicznego, 2023T
- Tytuły Najlepszego Wykładowcy – Nagroda „Złotego Fartucha” w plebiscytach studentów kierunku lekarskiego UM MSC, 2023, 2024
- Medal za zasługi dla Głównej Biblioteki Lekarskiej w Warszawie, 2025
- Nagroda „Autorytet Polityki Zdrowotnej” portalu informacyjnego politykazdrowotna.com, 2025[44]

### Najważniejsze doświadczenia kliniczne i organizacyjne
- 24 lata pracy klinicznej w Centralnym Szpitalu Klinicznym Akademii Medycznej/ Warszawskiego Uniwersytetu Medycznego w Warszawie – praca w oddziale kardiologicznym, oddziale intensywnej opieki kardiologicznej, pracowni echokardiografii, pełnienie funkcji zastępcy ordynatora, konsultanta innych oddziałów
- 12 lat doświadczenia w zakresie kierowania i współkierowania uczelnią medyczną kształcącą lekarzy i pielęgniarki w Polsce – zarówno publiczną (8 lat we władzach uczelni), jak i prywatną (4 lata kierowania)
- kierowanie dwoma ogólnopolskimi towarzystwami lekarskimi, współkierowanie towarzystwem międzynarodowym
- obecnie koordynowanie dydaktyczno-kliniczne oddziału chorób wewnętrznych w szpitalu marszałkowskim w Warszawie, stanowiącego bazę kliniczną dla nauczania studentów UM MSC; konsultacje i obchody profesorskie w oddziale,
- szeroka praktyka ambulatoryjna – specjalistyczna – w zakresie: kardiologii, interny i hipertensjologii,
- duże doświadczenie kliniczne w zakresie wieloośrodkowych badań klinicznych.

### Najważniejsze doświadczenia dydaktyczne
Posiada doświadczenia dydaktyczne – nauczania przedklinicznego i klinicznego na kierunku lekarskim w trzech polskich uczelniach:
- Warszawskim Uniwersytecie Medycznym (24 lata pracy),
- Uczelni Łazarskiego w Warszawie (rok pracy),
- Uczelni Medycznej im. Marii Skłodowskiej-Curie w Warszawie (3 lata pracy).

W uczelniach tych prowadził zajęcia przedkliniczne z: farmakologii oraz farmakologii klinicznej, zajęcia kliniczne z: chorób wewnętrznych oraz kardiologii.
W uczelniach tych organizował również zajęcia fakultatywne dotyczące: hipertensjologii, czynników ryzyka sercowo-naczyniowego, aktualności w zakresie diagnostyki, terapii i powikłań COVID-19.
Poza studentami kierunku lekarskiego, prowadził również zajęcia dla studentów farmacji Warszawskiego Uniwersytetu Medycznego z zakresu tzw. opieki farmaceutycznej (autorski program prof. Małgorzaty Kozłowskiej-Wojciechowskiej)
W latach 2023-25 roku był zatrudniony na części etatu jako profesor-pracownik badawczy w Uniwersytecie Medycznym im. Karola Marcinkowskiego w Poznaniu – Klinika Hipertensjologii, Angiologii i Chorób Wewnętrznych.
Szczególnym uhonorowaniem nauczyciela akademickiego jest zaszczyt wygłoszenia wykładu inaugurującego nowy rok akademicki. Do chwili obecnej wygłosił takie wykłady, otwierając nowy rok akademicki w:
- Uniwersytecie Medycznym im. Karola Marcinkowskiego w Poznaniu (2021),
- Uczelni Medycznej im. Marii Skłodowskiej-Curie w Warszawie (2021),
- Polsko-Japońskiej Akademii Technik Komputerowych w Warszawie (2022),
- Państwowej Uczelni Zawodowej im. Ignacego Mościckiego w Ciechanowie (2022),
- Centrum Medycznego Kształcenia Podyplomowego w Warszawie (2023).

### Najważniejsze publikacje, ranking wg ilości światowych cytowań w połowie 2025 roku[35]
1. Mean platelet volume on admission predicts impaired reperfusion and long-term mortality in acute myocardial infarction treated with primary percutaneous coronary intervention. Huczek Z., Kochman J., Filipiak K.J., Horszczaruk G.J., Grabowski M., Piatkowski R., Wilczynska J., Zielinski A., Meier B., Opolski G., J Am Coll Cardiol. 2005 Jul 19;46(2):284-90[45].
2. The effect of coenzyme Q10 on morbidity and mortality in chronic heart failure: results from Q-SYMBIO: a randomized double-blind trial. Mortensen S.A., Rosenfeldt F., Kumar A., Dolliner P., Filipiak K.J., Pella D., Alehagen U., Steurer G., Littarru G.P.; Q-SYMBIO Study Investigators. JACC Heart Fail. 2014 Dec;2(6):641-9. doi: 10.1016/j.jchf.2014.06.008. Epub 2014 Oct 1[46]
3. Interindividual variability in the response to oral antiplatelet drugs: a position paper of the Working Group on antiplatelet drugs resistance appointed by the Section of Cardiovascular Interventions of the Polish Cardiac Society, endorsed by the Working Group on Thrombosis of the European Society of Cardiology. Kuliczkowski W., Witkowski A., Polonski L., Watala C., Filipiak K.J., Budaj A., Golanski J., Sitkiewicz D., Pregowski J., Gorski J., Zembala M., Opolski G., Huber K., Arnesen H., Kristensen S.D., De Caterina R. Eur Heart J. 2009 Feb;30(4):426-35. doi: 10.1093/eurheartj/ehn562[47].
4. Relation of proinflammatory activity of epicardial adipose tissue to the occurrence of atrial fibrillation. Mazurek T., Kiliszek M., Kobylecka M., Skubisz-Głuchowska J., Kochman J., Filipiak K.J., Królicki L., Opolski G. Am J Cardiol. 2014 May 1;113(9):1505-8. doi: 10.1016/j.amjcard.2014.02.005. Epub 2014 Feb 11[48]
5. Coexisting polymorphisms of P2Y12 and CYP2C19 genes as a risk factor for persistent platelet activation with clopidogrel. Malek L.A., Kisiel B., Spiewak M., Grabowski M., Filipiak K.J., Kostrzewa G., Huczek Z., Ploski R., Opolski G. Circ J. 2008 Jul;72(7):1165-9[49].
6. Zasady postępowania w nadciśnienieu tętniczym – 2019 rok. Rekomendacje Polskiego Towarzystwa Nadciśnienia Tętniczego. Tykarski A., Filipiak K.J., Januszewicz A., Litwin M., Narkiewicz K., et al. Nadciśnienie Tętnicze w Praktyce 2019; 5(1): 1-86[50].
7. COVID-19 challenge for modern medicine. Dzieciątkowski T., Szarpak Ł., Filipiak K.J., Jaguszewski M., Ladny J.R., Smereka J. Cardiol J 2020; 27(2): 175-183[51].
8. Serum B-type natriuretic peptide levels on admission predict not only short-term death but also angiographic success of procedure in patients with acute ST-elevation myocardial infarction treated with primary angioplasty. Grabowski M., Filipiak K.J., Karpinski G., Wretowski D., Rdzanek A., Huczek Z., Horszczaruk G.J., Kochman J., Rudowski R., Opolski G. Am Heart J. 2004 Oct;148(4):655-62[52]
9. Transmission of severe acute respiratory syndrome coronavirus 2 (SARS-CoV-2) to animals: an updated review. Tazerji S.S., Duarte P.M., Rahimi P., Shahabinejad F., Dhakal S., Malik Y.S., Shehata A.A., Lama J., Klein J., Safdar M., Rahman M.T., Filipiak K.J., et al. J Translation Med. 2020; 18(1): 1-11[53].
10. Expert consensus for the diagnosis and treatment of patient with hyperuricemia and high cardiovascular risk. Borghi C., Tykarski A., Widecka K., Filipiak K.J., Domienik-Karłowicz J., et al. Cardiol J 2018; 25(5): 545-64[54].

## Zainteresowania

### Naukowe – medyczne
- dyslipidemie
- ostre zespoły wieńcowe
- niewydolność serca
- stabilna choroba wieńcowa
- migotanie przedsionków
- zespoły metaboliczne
- prewencja sercowo-naczyniowa
- farmakoterapia sercowo-naczyniowa
- EBM
- płytki krwi, leczenie przeciwkrzepliwe, leczenie przeciwpłytkowe

### Pozamedyczne
- muzyka (wykształcenie muzyczne podstawowe i niepełne średnie)
- genealogia rodziny
- historia sztuki i malarstwa
- turystyka zagraniczna
- enologia, w tym: enokardiologia i enoturystyka
- prawa człowieka (absolwent Szkoły Praw Człowieka Helsińskiej Fundacji Praw Człowieka[4]) i edukacja młodzieży (panelista i uczestnik kilku edycji Campus Polska w Olsztynie)
- media społecznościowe (jeden z najbardziej popularnych profesorów medycyny – kardiolog – w mediach społecznościowych: jego konto na profilu Facebook[55], konto instagramowe[56] oraz twitterowe[57] obserwuje łącznie 50 000 osób).

### Nagroda prof. Krzysztofa J. Filipiaka
Nagroda ufundowana przez prof. Krzysztofa J. Filipiaka dla najlepszego Batoraka – Medyka, który z najlepszym wynikiem uzyskał indeks Wydziału Lekarskiego Warszawskiego Uniwersytetu Medycznego.
Nagroda wręczana jest od 2011 roku w Liceum im. Stefana Batorego w Warszawie, co roku w Święto Szkoły. Wśród laureatów: Piotr Gajewski (2011), Grzegorz Rak (2012), Kamil Ludwiniak (2013), Julia Woynarowska (2014), Adrianna Szypulska (2015), Oliwia Niżnik (2016), Monika Stradczuk (2017), Ignacy Sterliński (2018), Jan Kucharski (2019), Karol Sadowski (2020), Natalia Pawełas (2021), Magdalena Romanowska (2022), Stanisław Wołoszko (2023), Weronika Manowska (2024).

## Odznaczenia
W 2009 roku za zasługi dla rozwoju nauk medycznych został odznaczony Srebrnym Krzyżem Zasługi.
W 2013 otrzymał Złoty Krzyż Zasługi, w 2016 roku otrzymał Medal Komisji Edukacji Narodowej, jest również uhonorowany najwyższym medalem Warszawskiego Uniwersytetu Medycznego – Medalem im. Tytusa Chałubińskiego(2013).